# EPM Bogotá
EPM-Bogotá fue una empresa prestadora de servicios públicos de carácter mixto. fue una filial de Tigo bajo la empresa UNE EPM Telecomunicaciones S.A. Fue creada en 1997 por Empresas Públicas de Medellín para la administración de 95 mil líneas telefónicas, de acuerdo con la empresa conjunt que EPM había suscrito con Itochu Corporation.
En julio del 2011, la empresa fue comprada por UNE Telecomunicaciones, actualmente Tigo.
- Datos: Q5791466